# Anacis
Anacis is een geslacht van insecten uit de orde vliesvleugeligen (Hymenoptera) en de familie Ichneumonidae.

## Soorten
- A. apoeca (Porter, 1986)
- A. atrorubra (Townes, 1970)
- A. camponotus (Porter, 1967)
- A. exul (Turner, 1919)
- A. festiva Porter, 1967
- A. flammigera Porter, 2003
- A. hercana (Porter, 1967)
- A. ignifera Porter, 2003
- A. rubripes (Spinola, 1851)
- A. rufipes (Porter, 1967)
- A. stangeorum Porter, 1970
- A. subflava (Porter, 1986)
- A. syntoma (Porter, 1967)
- A. tucumana Porter, 1973
- A. umbrifera Porter, 2003
- A. varipes (Porter, 1967)